# 쇼네이 밀러위보
쇼네이 밀러위보(영어: Shaunae Miller-Uibo, 1994년 4월 15일~)는 바하마의 육상 선수이다. 주 종목은 단거리 달리기이며 그 중에서도 400m 경기에 주로 활동하고 있다. 2016년 하계 올림픽과 2020년 하계 올림픽에서 여자 400m에서 금메달을 획득하여 올림픽 2연속 우승을 달성했으며, 세계 선수권 대회에서 금메달 1개, 은메달 2개, 동메달 1개를 획득했다.
현재 여자 200m 바하마 국가 기록과 여자 400m 아메리카 기록 및 바하마 기록을 보유하고 있다.